# Estinzione linguistica
In linguistica, l'estinzione linguistica (anche morte linguistica) si può pensare come il processo di diminuzione della competenza linguistica che avviene in una comunità di locutori di una data lingua. L'estinzione linguistica completa avviene quando non rimangono locutori nativi di un dato idioma nella popolazione dove questo era precedentemente usato. L'estinzione linguistica può riguardare qualsiasi idioma, inclusi i cosiddetti dialetti.

## Tipi di estinzione linguistica
Esistono molti tipi di estinzione linguistica, compresi i seguenti:
- estinzione graduale
- estinzione dal basso verso l'alto (bottom-to-top): si ha quando il cambiamento linguistico inizia da un ambiente come la casa
- estinzione dall'alto verso il basso (top-to-bottom): si ha quando il cambiamento linguistico inizia, ad esempio, dagli enti governativi
- estinzione radicale
- estinzione fisica improvvisa: si ha quando tutti i parlanti vengono uccisi da un genocidio, una epidemia o un disastro naturale.

Il processo più comune di estinzione linguistica è un processo in cui una comunità di locutori di una lingua diviene bilingue in un'altra lingua, e gradualmente diventa fedele alla seconda lingua, fino a cessare di usare la lingua originale (esempio antico nella storia d'Italia è il greco in Calabria, dove fino al Cinquecento era la lingua madre della maggior parte della popolazione). Questo è un processo di assimilazione culturale che può essere volontario o forzato su una popolazione. I locutori di alcune lingue, in particolare regionali o minoritarie, possono decidere di abbandonarle per motivi economici o utilitari, in favore di lingue considerate più utili o prestigiose. Questo è il caso delle lingue parlate in Italia, che sono differenti dall'italiano e che sono state declassate a dialetti, quindi non più trasmesse alle nuove generazioni, se non in modo parziale e insufficiente.
Le lingue possono anche morire quando i loro locutori vengono spazzati via dal genocidio o dalle malattie.
Una lingua viene spesso dichiarata estinta anche prima del decesso dell'ultimo locutore nativo; se rimangono solo pochi locutori anziani, che non usano più la lingua nella comunicazione, allora la lingua è effettivamente morta. Ciò avviene quando una lingua cessa di essere trasmessa come lingua madre. Questo non è solitamente un evento improvviso, ma un processo lento in cui ciascuna generazione impara sempre meno delle sottigliezze della lingua, finché resta solo nella poesia e nella canzone. Ad esempio, gli adulti di una famiglia potrebbero parlare una lingua nativa più antica, ma quando hanno figli, potrebbero non trasmettere questa lingua, e perciò la lingua muore in quella famiglia. Questa situazione avvenne con la lingua manx, ma il manx, in aggiunta ad altre lingue, è stato reintrodotto nelle scuole ed in pubblicazioni bilingue.

## Linguicidio
Linguicidio è un termine poco usato che descrive l'induzione volontaria dell'estinzione di una lingua. Viene anche usato come peggiorativo per descrivere la morte involontaria di una lingua attraverso la competizione ed altri meccanismi. Forse l'esempio storico più vasto fu la distruzione delle lingue native americane nella colonizzazione spagnola delle Americhe.
Alcuni dei meccanismi che possono portare all'estinzione linguistica ed esempi storici:
- separazione istituita dei figli dai propri genitori, p. es. i figli aborigeni in Australia (generazione rubata);[1]
- imposizione di un'altra lingua (p. es. dichiarandola come unica lingua ufficiale, English-only movement o costringendo le popolazioni locali a parlare la lingua del colonizzatore);
- proibizione della lingua da distruggere (p. es. l'hawaiiano nelle Hawaii dopo l'annessione USA; il tedesco negli USA dopo le guerre mondiali, l'ainu in Hokkaidō);
- competizione linguistica (p. es. inglese contro francese nelle pubblicazioni scientifiche);
- "glottopolitica e guerra linguistica";
- sterminio del popolo che parla la lingua (p. es. l'Olocausto ha contribuito al declino dello yiddish, le guerre indiane);
- distruzione della cultura tradizionale (p. es. le lingue native americane negli USA);
- declino naturale delle popolazioni native e delle loro tradizioni;
- rifiuto di insegnare ai bambini nella loro lingua madre, p. es. il gaelico scozzese ed il gallese nel Regno Unito;
- rifiuto da parte di pubblicitari/società/dipendenti di usare certe lingue.

## Logoramento linguistico
Il logoramento linguistico, chiamato occasionalmente suicidio linguistico, è un processo di obsolescenza linguistica. Nel corso delle generazioni, i locutori della meno prestigiosa fra due varietà strettamente imparentate prendono in prestito così tanto lessico, pronuncia e sintassi dalla lingua più prestigiosa che la prima diventa virtualmente indistinguibile dalla seconda.

## Conseguenze grammaticali
I cambiamenti causati dalla morte linguistica derivano da processi indipendenti autogenetici, convergenza, ed interferenza:
- ipergeneralizzazione
- ipogeneralizzazione
- perdita di contrasto fonologico
- variabilità
- influenza della lingua dominante ("atti di ricezione")
- perdita morfologica
- sintetico -> analitico
- perdita sintattica (categorie lessicali, costruzioni complesse)
- rilessificazione
- perdita di produttività nella formazione di parole
- perdita stilistica.

## Rivitalizzazione linguistica
Talvolta si può rianimare una lingua estinta, come è avvenuto con la lingua ebraica in Israele. Però questo è l'unico processo di rivitalizzazione linguistica su vasta scala che abbia mai avuto successo, come i tentativi dei successivi governi irlandesi di rivitalizzare la lingua irlandese a partire dal 1922. Anche se c'era supporto per la rivitalizzazione della lingua prima dell'indipendenza, si pensa che rendere la lingua obbligatoria nelle scuole e per i posti di lavoro governativi sia stato controproducente. Conseguentemente, la lingua è in continuo declino, eccetto nell'Irlanda del Nord, dove si è diffusa (soprattutto fra i nazionalisti) dopo un lungo periodo di stagnazione.

## Perdita ed acquisizione linguistica
Alcuni linguisti hanno suggerito una comparazione fra i fenomeni di morte/logoramento linguistico, e quelli di acquisizione, dove l'estinzione viene considerata una sorta di acquisizione all'inverso.

## Evoluzione linguistica storica e lingue "morte"
In aggiunta, una lingua può diventare "estinta" attraverso un processo graduale di evoluzione linguistica, come quello dall'antico inglese all'inglese moderno, o dal latino volgare alle lingue romanze. Però il termine estinzione linguistica non è usato comunemente per descrivere questo processo.